# Jean-Baptiste de Dobbeleer
Jean-Baptiste de Dobbeleer-Dellafaille (Brussel, 22 juni 1784 – Sint-Joost-ten-Node, 21 december 1868) was een Belgisch architect. 

## Biografie
Jean-Baptiste de Dobbeleer werd geboren op 22 juni 1784 in Brussel. Hij werd opgeleid aan het Theresia College te Brussel en aan de École centrale du département de la Dyle. Hij had een broer, Charles en twee zussen, Barbara en Marie-Catherine de Dobbeleer.
In 1815 trouwde hij met Marie-Louise Dellafaille en vanaf die dag droeg hij de naam "de Dobbeleer-Dellafaille". In 1829 overleed zijn vrouw te Antwerpen zonder kinderen bij zich te hebben.
Op 21 december 1868 overleed Jean-Baptiste de Dobbeleer in Sint-Joost-ten-Node.

## Carrière
de Dobbeleer begon zijn loopbaan in 1804 als aspirant bij de afdeling wegenbouwkunde van de Provincie Antwerpen. In 1809 begon hij te studeren aan de École Spéciale d'Architecture in Parijs.
In 1814 werd hij benoemd tot inspecteur van de Departement twee Neten en een jaar later werd hij door Willem I der Nederlanden beloond met de titel van ere-architect van de Paleis op de Meir voor hij in 1816 bij koninklijk besluit benoemd werd tot eerste klasse ingenieur in het Waterstaat en werkte hij ook in het korps Openbare Werken van de provincie Antwerpen als hoofdingenieur.
In 1833 werd hij door Koning Leopold I van België benoemd tot tweede klasse hoofdingenieur. Hij werd ook onderscheiden als Ridder in de Leopoldsorde.

## Werken
De plannen van Jean-Baptiste de Dobbeleer bestaan hoofdzakelijk uit bruggen, sluizen, wegen en dijken, maar hij bouwde ook kazernes, gevangenissen en arresthuis. Zo tekende hij de plannen voor de Antwerpse gevangenis en het Sint-Bernard arresthuis in het abdijgebouw.
Jean-Baptiste de Dobbeleer was vooral bekend voor de heraanleg van de vele wegen en bruggen die tijdens de Napoleontische oorlogen waren vernield.
Meer dan 130 plannen die hij maakte of die hem toebehoorden, worden bewaard in de Universiteitsbibliotheek Moretus Plantin (in Namen, België) en sommige ervan zijn toegankelijk via het Neptun-platform (Numérisation du Patrimoine de l'Université de Namur = Digitalisering van de Universiteit Namen patrimonium).